# Parafia Ducha Świętego w Woli Uhruskiej
Parafia Ducha Świętego w Woli Uhruskiej – parafia rzymskokatolicka w Woli Uhruskiej.
Parafia erygowana w 1986. Obecny kościół parafialny murowany, wybudowany w latach 1982-1984.
Terytorium parafii obejmuje Wolę Uhruską, Bytyń, Józefów, Mszankę, Mszannę, Mszannę-Kolonię, Majdan Stuleński, Małoziemce, Potoki, Stanisławów, Stulno oraz Zbereże.